# Rino Di Meglio
Rino Di Meglio (Torre del Greco, 12 novembre 1949) è un sindacalista italiano, coordinatore nazionale della Gilda degli insegnanti - Federazione Gilda-Unams da maggio del 2006 ad ottobre 2024, a cui è succeduto il prof. Vito Carlo Castellana. È segretario generale della CGS - Confederazione Generale Sindacale da dicembre del 2014.

## Biografia
Ricopre
Ha ricoperto il ruolo di guida della Gilda Insegnanti e della Federazione Gilda Unams dal 2006 fino al 7 0ttobre 2024 portando avanti battaglie a difesa dei diritti dei docenti, per un giusto riconoscimento della loro specificità professionale, oltre che di condizioni lavorative più dignitose per l’intera categoria. Dal 2014 è segretario generale della CGS - Confederazione Generale Sindacale, costituita da:
- Federazione Gilda-Unams, rappresentativa nel comparto Istruzione e Ricerca;
- NurSind, rappresentativa nel comparto Sanità;
- FLP- Federazione Lavoratori Pubblici e Funzioni Pubbliche, rappresentativa nel comparto Funzioni centrali.

La sua attività di sindacalista è cominciata nel 1992 come responsabile Gilda nella sua città, Trieste. Una funzione che ha ricoperto fino al 2000, quando è stato eletto vice coordinatore nazionale della Gilda. Prima di dedicarsi all'attività sindacale, è stato insegnante di scuola primaria nella provincia di Trieste. Una carriera scolastica iniziata nel 1970, dopo aver vinto due concorsi (nel 1970 e nel 1972) e proseguita fino al 1992. La sua attività professionale è stata interamente dedicata al mondo della scuola. Anche se alla fine degli anni '70, la passione per la docenza si è intrecciata con quella per il giornalismo. Di Meglio, da pubblicista, è stato tra i pionieri di una delle prime radio libere del Paese, “Radio 99” che in quegli anni era la terza emittenza radiofonica d'Italia.